# Іванченко Степан Васильович
Степа́н Васи́льович Іва́нченко (26 квітня 1880 — †?) — підполковник Армії УНР.

## Життєпис
Народився у Бердянському повіті, Таврійської губернії. Закінчив учительську семінарію, Чугуївське піхотне юнкерське училище (1904). Брав участь у Російсько-японській війні. Витримав іспит при штабі Свеаборзької фортеці право служити в артилерії, служив командиром батареї Свеаборзької фортечної артилерії. Брав участь у Першій світовій війні, був — поранений. Останнє звання у російській армії — підполковник.
З квітня 1917 р. — ініціатор та організатор українського військового руху у Фінляндії — З 9 квітня 1917 р. — помічник голови, а з 30 квітня 1917 р. — голова Української військової ради російських військ та Балтійського флоту у Фінляндії. 30 травня—20 грудня 1917 р. — голова Української краєвої ради російських військ у Фінляндії. Організатор та керівник трьох українських військових з'їздів у Фінляндії, почесний голова з'їзду моряків-українців Балтійського флоту.
Помічник голови конференції українських організацій Північного флоту у Пскові (8 вересня 1917 р.). Делегат III Всеукраїнського військового з'їзду, командир 1-го куреня полку Захисту Революції, створеного учасниками з'їзду під час жовтневих подій 1917 р. у Києві. З 9 січня 1918 р. — голова відділу Нормування артилерійських частин Головного — селектора артилерії.
17 січня 1918 р. був поранений під час вуличних боїв проти більшовиків у Києві — повернувся до Бердянська, де 24-29 квітня 1918 р. грав участь у боях проти більшовиків. 14 листопада — 1 грудня 1918 р. — отаман Черкаського запасного козацького полку, що входив до складу військ Директорії. 01-10 грудня 1918 р. — отаман Чигиринського артилерійського полку. З 09 січня 1919 р. — начальник штабу губернського коменданта на Волині. З 24 липня 1919 р. — на посаді коректора наказної частини Військового міністерства УНР.
Подальша доля невідома.